# دهستان گوما
دهستان گوما (به لاتین: Guma Gewog) یک دهستان در کشور بوتان است که در ناحیهٔ پوناخا واقع شده‌است.